# Kim Chol-gwang
Kim Chol-gwang (* 27. Januar 1991) ist ein ehemaliger nordkoreanischer Eishockeyspieler.

## Karriere
Kim Chal-gwang trat für die nordkoreanische Nationalmannschaft lediglich bei der Weltmeisterschaft 2017 in der Division II an.
Auf Vereinsebene spielte Kim für Taesongsan in der nordkoreanischen Eishockeyliga.